# Huracán Agatha
El huracán Agatha fue el huracán más fuerte que tocó tierra a lo largo de la costa del Pacífico de México en el mes de mayo, también el quinto huracán más intenso registrado en dicho mes. El primer sistema nombrado y el primer huracán de la temporada de huracanes del Pacífico de 2022, Agatha se originó en una depresión superficial al sur del Golfo de Tehuantepec. Se organizó constantemente en una depresión tropical a principios del 28 de mayo de 2022 y en cuestión de horas se intensificó en la tormenta tropical Agatha. En medio de condiciones ambientales favorables, el ciclón experimentó una rápida intensificación el 29 de mayo, fortaleciéndose hasta convertirse en un huracán de categoría 2 y alcanzando vientos máximos de 110 mph (175 km/h). Aunque la tormenta se movió al oeste-noroeste al principio, se curvó hacia el noreste en respuesta al debilitamiento de la alta presión sobre México. En la tarde del 30 de mayo, el huracán tocó tierra justo al oeste de Puerto Ángel en Oaxaca, con vientos ligeramente más débiles de 105 mph (165 km/h).
El Gobierno de México emitió advertencias y alertas de huracán en la costa suroeste de México el 28 de mayo, Agatha mató a diez personas y veinte personas reportaron su desaparición.

## Historia meteorológica
El 22 de mayo de 2022, el Centro Nacional de Huracanes (NHC) notó el posible desarrollo de un área de baja presión ubicada a varias millas de la costa suroeste de México. Tomando una ruta hacia el oeste, se desarrolló una amplia área de baja presión que produjo lluvias y tormentas eléctricas desorganizadas alrededor de las 06:00 UTC del 24 de mayo. El 28 de mayo, el Centro Nacional de Huracanes (NHC) lo actualizó a depresión tropical Uno-E, convirtiéndose en el primer sistema de esta temporada. A las 09:00 UTC del mismo día, la tormenta se fortaleció hasta convertirse en una tormenta tropical y la denominó Agatha, ya que su convección se había organizado significativamente junto con haber desarrollado una pequeña nubosidad densa central. Agatha continuó organizándose en base a imágenes satelitales, con la formación de bandas curvas. Más tarde, se formó un estallido de convección cerca del centro y las imágenes de microondas revelaron que Agatha había mejorado su estructura convectiva y alineado mejor su circulación de bajo nivel. El Centro Nacional de Huracanes (NHC) evaluó que el sistema se había fortalecido a un huracán de categoría 1 en la escala de huracanes de Saffir-Simpson (EHSS) a las 12:00 UTC del 29 de mayo. Agatha se encuentra en una temperatura superficial del mar cálido de cerca de 86 °F (30 °C) con una cizalladura del viento muy baja y comenzó a intensificarse rápidamente. A las 21:00 UTC, Agatha se actualizó a un sistema de categoría 2, ya que la aeronave cazadores de huracanes informó que encontró vientos máximos de 110 mph (175 km/h) y una presión barométrica mínima de 964 milibares (28,37 inHg), mientras conservaba su intensidad.
Las tormentas continuaron su fuerte convección. El Centro Nacional de Huracanes (NHC) informó que las bandas de lluvia de la tormenta comienzan a verse afectadas en la costa sur de México. Al día siguiente, Agatha tocó tierra cerca de Puerto Ángel en Oaxaca, con vientos de 105 mph (165 km/h). Este marcó el huracán más fuerte que tocó tierra durante el mes de mayo en la cuenca del Pacífico oriental desde que comenzaron los registros confiables en 1949. Después de tocar tierra, las tormentas se trasladaron tierra adentro y se debilitaron, en un sistema de categoría 1 a las 00:00 UTC del 31 de mayo. Agatha degeneró en una tormenta tropical con un patrón de nubes bajas organizadas, líneas de convección profundas y un centro de nivel medio, y a las 12:00 UTC se degradó a una depresión tropical. Poco después, Agatha degeneró en un remanente bajo a medida que su circulación de bajo nivel se disipaba sobre el terreno montañoso del sur de México.

## Preparaciones e impactos

El huracán Agatha tocó tierra cerca de Puerto Ángel en Oaxaca, el 30 de mayo de 2022

El gobierno mexicano emitió una advertencia de huracán el 28 de mayo para áreas a lo largo de la costa de Oaxaca entre Salina Cruz y Lagunas de Chacahua, con alertas de huracán adyacentes y alertas y advertencias de tormenta tropical publicadas al este y al oeste del área de advertencia. Los gobiernos de los estados de Oaxaca y Guerrero emitieron advertencias; en Oaxaca, los funcionarios estatales emitieron advertencias a las zonas costeras y suspendieron las actividades escolares, mientras que los puertos de Guerrero fueron cerrados. También se cerraron puertos a embarcaciones menores en Acapulco, Huatulco, Puerto Ángel y Puerto Escondido. Se establecieron un total de 118 centros de atención médica de emergencia y 215 albergues temporales con capacidad para 27,735 personas en todo Oaxaca. Se abrieron catorce albergues en San Pedro Pochutla, Oaxaca, para alojar a los evacuados. En Puerto Escondido, Oaxaca, se habilitaron 203 albergues para más de 26,000 personas y se exhortó a la ciudadanía a acatar las advertencias de las autoridades. Los restaurantes y las playas de la ciudad también fueron cerrados.
En la noche del 29 de mayo, intensas lluvias azotaron Acapulco, en Guerrero, bloqueando carreteras y acumulando revueltas marinas en las playas. Un hombre quedó atrapado en una alcantarilla y fue rescatado por los bomberos y la Cruz Roja. La tormenta mató a nueve personas en México y se informó que seis personas están desaparecidas. Los cortes de luz afectaron a 46,563 personas en Oaxaca según la Comisión Federal de Electricidad (CFE) de México.